# 鈴井匡伸
鈴井 匡伸（すずい まさのぶ、1973年2月14日 - ）は、愛知県出身の日本のゲームクリエイター。インディーズゼロ代表取締役。法政大学社会学部卒業。

## 来歴
愛知県名古屋市生まれ。幼稚園までと中学校時代を滋賀県大津市で過ごし、茨城県土浦市で小学生時代を過ごす。出身校は、土浦市立都和小学校、大津市立北大路中学校。
中学3年生のときに親の転勤により渡米。ロードアイランド州の高校を卒業後、日本に帰国して大学に進学。在学中に「任天堂・電通ゲームセミナー」に三期生として参加する。
任天堂でのアルバイトを経て、大学卒業後はバンダイに就職する。これは、「コロコロやジャンプなどバンダイ世代だったので、そこを勉強したい、やりたい」という目的から。
就職後は1年ほどで退職。他のゲームセミナー卒業生らと共に、1997年、24歳のときに「インディーズゼロ」を設立、代表取締役に就任する。当時バンダイの先輩だった内山大輔（後のバンダイナムコエンターテインメント）から「失敗するよ」と言われたが、「若いうちの方がやり直しが効くし、失敗するなら若いうちがいい」という考えのもと、独立を決めた。
「ゲームセンターCX 有野の挑戦状」は、そのバンダイナムコエンターテインメントから打診を受け、開発を手掛けることになった。番組放送開始10周年記念プロジェクトとして制作された映画「ゲームセンターCX THE MOVIE 1986マイティボンジャック」（2014年2月22日公開）には、教師役で出演した。
近年はゲーム開発者向けのイベントにも積極的に参加しており、CEDEC2009、CEDEC2012では開発ソフトを題材に制作手法に関するセッションを行い、同時にCEDEC2013、CEDEC2014では、A4用紙1枚の企画書で競うコンテスト「ペラコン2013」の特別審査委員を務めた。また、CEDEC2014のペラ企画コンテストでは、自らもペラ企画「アミーバ」を応募し、第25位（156人中）という結果を収めている。
近年は開発タイトルの情報発信にも積極的に関わっており、「シアトリズム ファイナルファンタジー オールスターカーニバル」ではニコニコ生放送の番組に多数出演し、「グランマルシェの迷宮」では東京ゲームショウ2016のゲームの電撃、スクウェア・エニックスの各ブースに開発ディレクターとして出演した。「キングダム ハーツ メロディ オブ メモリー」では東京ゲームショウ2020オンラインにも番組出演。

## 人物
小学校時代に、キン消し、スーパーカー消しゴム、ゲームウォッチ、ボードゲーム、交換マンガ描きなどにハマり、ものづくりの楽しさを知る。高価なパソコンは買ってもらえなかったので、友人と一緒にMSX用のゲーム企画を考えたり、方眼紙にドット絵を描いたりしていた。
ファミコンを親に買ってもらったのは中学1年生の冬。最初に買ったソフトは『ちゃっくんぽっぷ』。いろいろ遊びたいが、欲しいゲームがすべて買えるわけではないため、ゲーム雑誌を誰よりも早く隅々までチェックし、読んだ情報を友達に伝えて、自分が遊びたいゲームを買うように誘導していた。自分で買いたいゲームと友達に買わせたいゲームを蛍光マーカーで色分けしてチェックして欲しいランクをABCに分けて友達と交渉したり、最大で2年後の誕生日プレゼントまで前借りして親にねだるなどして、当時遊びたいゲームはほぼプレイしていた。。
米国の高校に在学中は、「将来ゲーム業界で働くから、そこで稼いで恩返しするから」と親を説得して日本のゲーム雑誌やマンガ雑誌を定期購読し、ゲームソフトを日本から送ってもらうなどして日本語に接していた。言葉の通じない外国人が「ニンテンドー」を知っていることが嬉しく、米国に行ったことで日本の良さがわかったという。
テレビ番組「ゲームセンターCX」の「ゲームセンターCX ゲーム化計画」のコーナーで、有野課長（お笑いコンビ「よゐこ」の有野晋哉）が会社を訪れた際、表面がハゲて汚れた鈴井のPCのマウスを、有野に「ドブマウス」と命名された。
ファミ通に連載された有野のコラムでは「しゃべりがうまい」「おしゃべり上手」などと評されており、番組内では「おしゃべり社長」と呼ばれた。番組放送開始10周年記念プロジェクトとして制作された映画「ゲームセンターCX THE MOVIE　1986マイティボンジャック」（2014年2月22日公開）には、教師役で出演している。
ファミコンの面白さにハマり、「ファミコンとの出会いがキッカケで開発者になった」という、いわゆる“ファミコン世代”。近年は、「ニンテンドー3DSガイド　ルーヴル美術館」や「ファミコンリミックス」など、任天堂の宮本茂が手掛けるソフト開発にも関わり、“宮本イズム”を伝承する立場と評されている。
現在もたくさんのファミコンカセットを所持している。自分で昔から持っていたものと、知人やお世話になっている方から譲り受けたもの、『ゲームセンターCX 有野の挑戦状』の開発時に資料として購入した分などをあわせて485本、会社の倉庫に50音順に並べて保管している。。
堀井雄二やすぎやまこういちの大ファンで、ドラゴンクエストシリーズはすべて遊んでいる。「ドラゴンクエストⅠ」が出た当時からゲームソフトだけでなくゲーム中の音楽を収録したアポロン音楽工業から発売されたカセットテープも購入し、さらに当時パソコン誌に堀井雄二が書いていた連載を熱心に読んでいた。ゲーム業界に入ったら、いつか「ドラゴンクエスト」に関係する仕事をしたいと熱望していた。
吉祥寺に強いこだわりがある。会社は創業以来ずっと吉祥寺に置いており、ツイッターで吉祥寺の情報を頻繁につぶやいている。
その理由について、「設立当初はまだそれほど人気がなかったが、アクセスが良く、文化や自然、街があり、モノづくりをするうえで感じたいものが一ヶ所に凝縮されていた。ベッドタウンでも最先端都市でもない吉祥寺のコミュニティが合っていた。」と語っている。
アクションや趣味実用系など多様なジャンルのゲームソフト開発に携わっており、「ゲームは、遊ぶ人が楽しい体験をすることで完成するコンテンツ。既存のジャンルや世界観にとらわれずに新鮮なワクワクを届けたい」と語っている。

## 作品リスト
- お料理ポン!（肩書き不明）
- すってはっくん（スペシャルサンクス）
- 電子の精霊ちびっと（ディレクター）
- さくらももこのウキウキカーニバル （ゲームシステムディレクター）
- Mario Party-e（アシスタントディレクター）
- 千年家族（ディレクター）
- エレクトロプランクトン（コーディネーター）
- しゃべる!DSお料理ナビ（プロデューサー）
- DS美文字トレーニング（プロデューサー）
- オシャレ魔女 ラブ and ベリー ～DSコレクション～（ディレクター）
- ゲームセンターCX 有野の挑戦状（ディレクター）
- 世界のごはん しゃべる!DSお料理ナビ（プロデューサー）
- ゲームセンターCX 有野の挑戦状2（ディレクター）
- America's Test Kitchen: Let's Get Cooking（プロデューサー）
- タッチ!ダブルペンスポーツ（ゲームディレクター）
- シアトリズム ファイナルファンタジー（ディレクター）
- ニンテンドー3DSガイド ルーヴル美術館（プロデューサー）
- ファミコンリミックス（デザインディレクター&インディーズゼロ開発プロデューサー）[10]。
- ファミコンリミックス2（デザインディレクター&インディーズゼロ開発プロデューサー）
- ファミコンリミックス1+2（開発現場プロデューサー）[17]
- シアトリズム ドラゴンクエスト（ディレクター）
- ファミコンリミックス ベストチョイス（デザインディレクター&インディーズゼロ開発プロデューサー）
- リアル脱出ゲーム×ニンテンドー3DS 超破壊計画からの脱出（プロデューサー）
- グランマルシェの迷宮（ディレクター）[18]
- シアトリズム ファイナルファンタジー オールスターカーニバル（ディレクター）
- 超回転 寿司ストライカー The Way of Sushido（プロデューサー）
- 東北大学加齢医学研究所 川島隆太教授監修 脳を鍛える大人のNintendo Switchトレーニング（肩書き不明）
- キングダム ハーツ メロディ オブ メモリー（Co.ディレクター）